# Leisure Suit Larry
Leisure Suit Larry er hovedpersonen i en serie af "voksen-videospil" skrevet af Al Lowe og udgivet af Sierra Entertainment fra 1980'erne til i dag. Hovedpersonen, hvis fulde navn er Larry Laffer, er en halvskaldet, småtumpet "taber" i 40'erne som tilbringer meget af sin tid med at forsøge på at forføre attraktive kvinder, som regel uden held. 

## Oversigt
"Larry" spillene var en af Sierras mest populære spil-serier da genren var på sit højdepunkt midt i 1980erne. De er derfor stadig velkendte af fans af denne type i dag. Serien afveg fra Sierras andre spil ved at de er de eneste spil som firmaet producerede som indeholder betydelige seksuelle temaer og nøgenhed. 
I almindelighed følger spillene Larrys eskapader mens han forsøger at overtale forskellige unge tiltalende kvinder til at have sex med ham, som regel uden held. Et fællestræk mellem spillene er Larrys udforskning af luksuriøse og internationale hoteller, skibe, strande, badesteder og kasinoer. Et af Larrys varemærker er hans måde at præsentere sig på: "Hej, mit navn er Larry; Larry Laffer", hvilket er en reference til James Bonds bemærkning "Mit navn er Bond; James Bond." 
På grund af spillenes natur, var der i første og tredje episode et system til verifikation af alder, som bestod af en serie spørgsmål som forfatterne mente at kun voksne ville kende svarene på. Spørgsmålene drejede sig dog om USA, og dette frustrerede ikke-amerikanske spillere. (Verifikationssystemet kunne springes over ved at trykke Alt-X i episode 1, eller Ctrl-Alt-X i episode 3).
Efter det lystigt snuskede først spil, fik serien – selv om den blev berygtet for sit saftige indhold – noget af en anseelse for faktisk ikke at indeholde så meget sjofelt materiale når man analyserede det, især ikke spillene midt i serien. Dette blev endnu mere udtalt i senere år, da mere ægte saftige spil kom på markedet. De mere sjofle øjeblikke var som regel gemt som såkaldte "Easter Eggs" (bonusmateriale der kun kan findes på særlige måder). Serien begyndte at bliver saftig igen hen imod slutningen af serien, især i det sidste afsnit, Leisure Suit Larry 7: Love for Sail!

## Adventurespil
- Leisure Suit Larry in the Land of the Lounge Lizards (1987 – ny udgave 1991)
- Leisure Suit Larry Goes Looking for Love (in Several Wrong Places) eller Leisure Suit Larry 2 (1988)
- Leisure Suit Larry 3: Passionate Patti in Pursuit of the Pulsating Pectorals (1989)
- Leisure Suit Larry 5: Passionate Patti Does a Little Undercover Work (1991)
- Leisure Suit Larry 6: Shape Up or Slip Out! (1993 – CD version i 1994)
- Leisure Suit Larry 7: Love for Sail! (1996)
- Leisure Suit Larry: Magna Cum Laude (2004)
- Leisure Suit Larry: Love for Sail! (mobiltelefon version; under produktion i 2007)

## Anden software
- The Laffer Utilities (1992) (en parodi på Norton Utilities pakken)
- Leisure Suit Larry's Casino (1998) (en standalone version of "LarryLand" fra ImagiNation Network og Lowe's allersidste Sierra production.)
- Leisure Suit Larry Bikini Beach Volley (2006) Et beach volley spil til mobiltelefoner.

## Aflyste spil
- Leisure Suit Larry 4: The Missing Floppies (navnet er fiktion; spillet eksister kun i teorien)
- Leisure Suit Larry 8: Lust in Space
- Leisure Suit Larry: Pocket Party
- Leisure Suit Larry: Cocoa Butter

## Samlinger
Der er udgivet flere Larry samlinger:
- Larry 3-Pack (1991): En samling af de tre spil der indtil da var udkommet
- Leisure Suit Larry's Greatest Hits & Misses (1994): Denne samling på 1 CD indeholder alle Larry-spillene op til nr. 6

og flere andre.

## Eksterne links
- New Larry Mobile game Arkiveret 27. oktober 2019 hos  Wayback Machine
- Al Lowe's Leisure Suit Larry Troubleshooting page
- Al Lowe (creator) Interview – Adventure Classic Gaming
- Leisure Suit Larry Series på Curlie (som bygger videre på Open Directory Project)
- Al Lowe's Leisure Suit Larry page Arkiveret 10. maj 2007 hos  Wayback Machine
- The only remaining preliminary test video for 3-D Larry in Leisure Suit Larry 8 Arkiveret 4. februar 2004 hos  Wayback Machine
- New Statesman article Arkiveret 6. juni 2011 hos  Wayback Machine on Leisure Suit Larry's age verification system
- Extensive Interview with Al Lowe Arkiveret 16. februar 2008 hos  Wayback Machine
- The Dot Eaters article Arkiveret 7. april 2013 hos  Wayback Machine featuring a history of Leisure Suit Larry and Sierra.